# Caibiran
Caibiran (Bayan ng Caibiran) är en kommun i Filippinerna. Kommunen ligger på ön Biliran, och tillhör provinsen Biliran. Folkmängden uppgår till 19 606 invånare.

## Barangayer
Caibiran är indelat i 17 barangayer.
| - Alegria - Asug - Bari-is - Binohangan - Cabibihan - Kawayanon - Looc - Manlabang - Caulangohan (Marevil) | - Maurang - Palanay (Pob.) - Palengke (Pob.) - Tomalistis - Union - Uson - Victory (Pob.) - Villa Vicenta (Mainit) |